# Politisches System Nordrhein-Westfalens

Grundlegender Staatsaufbau

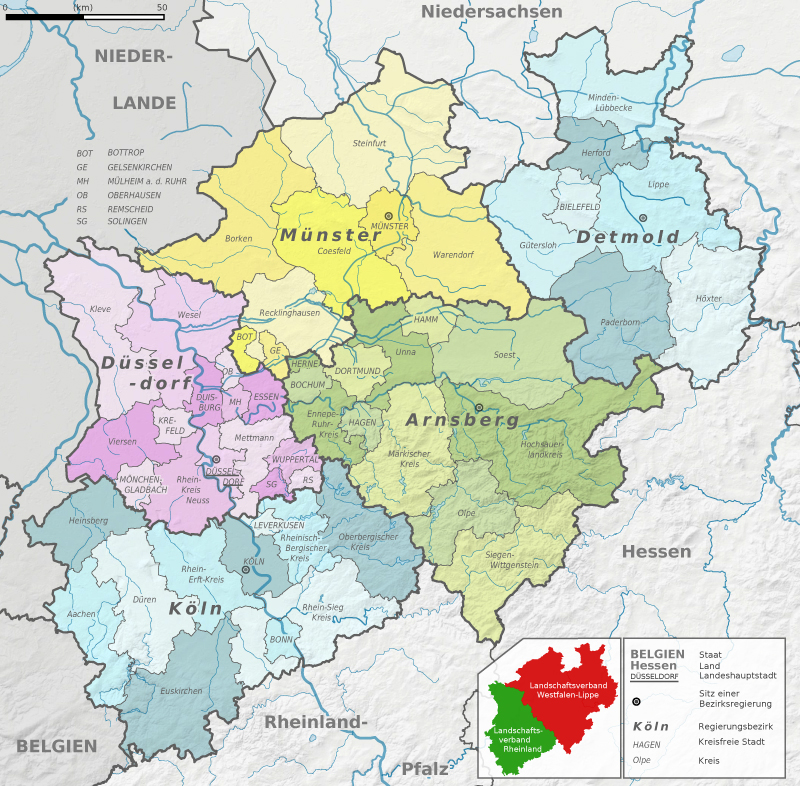
Verwaltungsgliederung

Das politische System Nordrhein-Westfalens basiert auf dem Grundgesetz für die Bundesrepublik Deutschland und der Verfassung für das Land Nordrhein-Westfalen.
Das Land Nordrhein-Westfalen ist im föderalen System der Bundesrepublik Deutschland ein teilsouveräner, parlamentarisch regierter Gliedstaat, der nach den Grundsätzen eines republikanischen, sozialen und demokratischen Rechtsstaats organisiert ist. Die Exekutive wird vom Ministerpräsidenten geleitet, der im Übrigen als Staatsoberhaupt das Land nach innen und außen vertritt. Die Legislative liegt beim Landtag und im Falle des Volksentscheids bei den stimmberechtigten Bürgern. Die Landesverfassungsgerichtsbarkeit wird durch den Verfassungsgerichtshof für das Land Nordrhein-Westfalen ausgeübt.
Nordrhein-Westfalen ist das mit Abstand bevölkerungsreichste deutsche Land und bildet wirtschaftlich einen Schwerpunkt der Bundesrepublik, es übt daher erheblichen Einfluss auf die Bundespolitik aus. Über mehrere Jahrzehnte bis 2017 wurde die Landespolitik von der SPD dominiert. Seit der Landtagswahl 2022 regiert derzeit eine schwarz-grüne Koalition aus CDU und Bündnis 90/Die Grünen mit einer absoluten Mehrheit von 115 der insgesamt 195 Sitze. Landtagswahlen fanden zuletzt am 15. Mai 2022 statt.

## Verfassung
Die Verfassung für das Land Nordrhein-Westfalen trat am 11. Juli 1950 in Kraft. Da sie erst nach dem Grundgesetz entstanden ist, verfügt sie über keinen eigenen Grundrechtekatalog, sondern stützt sich auf die im Grundgesetz verankerten Grundrechte; einige Grundrechte werden lediglich ein wenig genauer charakterisiert. Der Landtag nahm die Verfassung mit 110 gegen 97 Stimmen an, bei einer Volksabstimmung am 18. Juni 1950 sprachen sich 3,62 Millionen Einwohner für die Verfassung und 2,24 Millionen dagegen aus. Hauptstreitpunkt zu dieser Zeit war die Frage, ob die Verfassung Konfessionsschulen oder Gemeinschaftsschulen den Vorrang geben sollte. Ergänzt wurde die Landesverfassung durch landesspezifische Rechtsgarantien und Staatszielbestimmungen. Dazu gehören etwa Bestimmungen zur Arbeits- und Sozialordnung oder ausführlichere Bestimmungen für den Bereich des Kultur- und Sozialwesens. Verfassungsänderungen bedürfen einer Zweidrittelmehrheit im Landtag. Wichtige Verfassungsänderungen waren 1968 die Vorrangstellung der Gemeinschaftsschule vor der Konfessionsschule, 1978 ein Grundrecht auf Datenschutz sowie die Einführung der Staatszielbestimmung Schutz der natürlichen Lebensgrundlagen (1985).

## Staatsorgane
Die Souveränität liegt beim Volk. Der Aufbau und die Aufgaben der einzelnen Landesorgane werden nach dem Prinzip der Funktionentrennung festgelegt. Das Volk wählt jedoch nur den Landtag sowie die kommunalen Vertreter und Organe direkt. Der Landtag wählt den Ministerpräsidenten, kontrolliert die Regierung und wählt die Richter am Verfassungsgerichtshof. Weil der Ministerpräsident durch den Landtag gewählt wird, ist es in der Praxis selten, dass sich die Landesregierung in der Wahrnehmung ihrer Aufgaben nicht auf eine gesicherte parlamentarische Mehrheit stützen kann. Gesetzesvorlagen der Landesregierung finden daher im Landtag ganz überwiegend eine Zustimmung. Elemente direkter Demokratie im Gesetzgebungsprozess sieht die Verfassung zwar vor, sie spielen in der Praxis jedoch keine Rolle. Daher dominiert im Staatsaufbau das System der Gewaltenverschränkung das Prinzip der strikten Gewaltenteilung.

### Staatsoberhaupt
Staatsoberhaupt des Landes Nordrhein-Westfalen ist der Ministerpräsident. Amtsinhaber ist seit dem 27. Oktober 2021 Hendrik Wüst (CDU). Er vertritt das Land nach innen und außen, ernennt und entlässt Minister und Beamte, unterzeichnet Gesetze und Staatsverträge und verleiht die Landesorden. Im Unterschied zum repräsentativen und neutralen Amt des Bundespräsidenten hält der Ministerpräsident zusätzlich die Regierungsgewalt der Exekutive des Landes in den Händen. Daher ist das Amt des Ministerpräsidenten das eines Staatschefs.

### Legislative

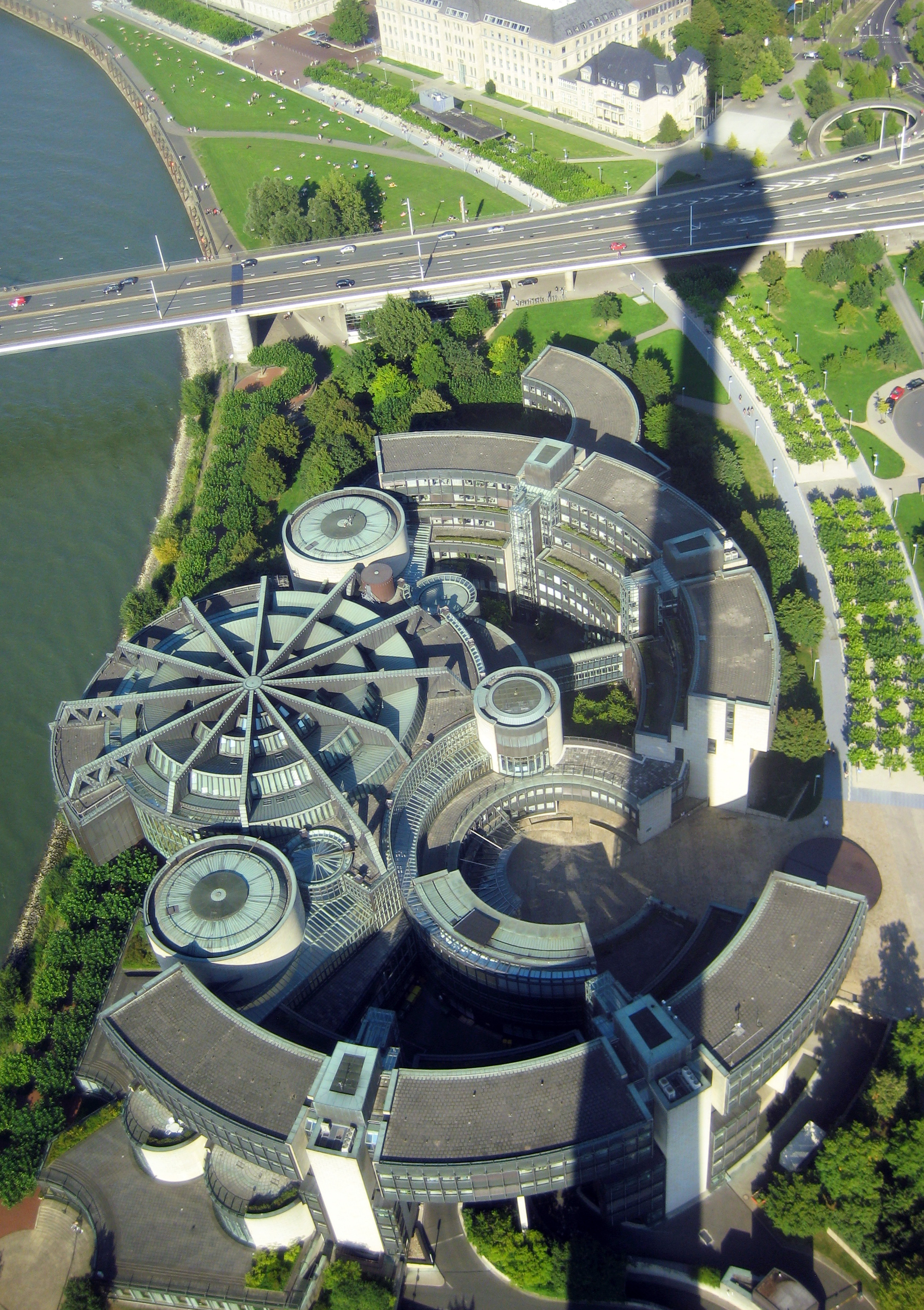
Landtag Nordrhein-Westfalen, Zentrum des Regierungsviertels in Düsseldorf

Die Legislative wird überwiegend durch den Landtag Nordrhein-Westfalen ausgeübt. Ihm obliegt also in der Regel die Landesgesetzgebung. Der Landtag hat mindestens 181 Mitglieder, die in der Regel alle fünf Jahre durch die Wahlberechtigten (über 17-jährige Deutsche mit Hauptwohnsitz im Land) nach einem System der personalisierten Verhältniswahl gewählt werden. Der Landtag ist ein Arbeitsparlament; der größte Teil der parlamentarischen Arbeit findet in den Ausschüssen statt, nicht im Plenum. Die tatsächliche Anzahl der Abgeordneten im Landtag kann von der festgelegten Mindestzahl abweichen: Seit der Landtagswahl 2022 beträgt die Mitgliederzahl 195. In der Regel handelt es sich bei den Mitgliedern des Landtags um Berufspolitiker. Zum Beginn einer Wahlperiode wählen die Abgeordneten Präsidium und Ältestenrat und besetzen die Ausschüsse.
Gesetzesvorlagen können dem Landtag aus den eigenen Reihen, durch die Landesregierung oder durch ein Volksbegehren vorgelegt werden. Etwa drei Viertel der Gesetzentwürfe stammen von der Landesregierung, etwa ein Viertel aus dem Landtag. Der Landtag entscheidet über alle Gesetzesvorlagen. Volksbegehren spielen in der Praxis keine bedeutende Rolle. Bisher war nur ein von der damaligen CDU-Opposition unterstütztes Volksbegehren im Zusammenhang mit der flächendeckenden Einführung der kooperativen Schule im Jahr 1978 erfolgreich, so dass die damalige SPD-Regierung ihre Schulpolitik änderte. Seit 2002 liegt das Quorum für ein Volksbegehren bei 8 Prozent der Stimmberechtigten. Folgt der Landtag dem Volksbegehren nicht, kommt es zum Volksentscheid, bei dem eine Mehrheit von mindestens 15 Prozent der Stimmberechtigten zustimmen muss. Die Landesregierung kann eigene Gesetzesvorlagen dem Wahlvolk zum Volksentscheid vorlegen. Der Landtag muss aber zuvor die identische Vorlage der Regierung abgelehnt haben. Nimmt das Wahlvolk die Vorlage an, kann die Landesregierung den Landtag auflösen und damit Neuwahlen herbeiführen. Lehnt das Wahlvolk die Vorlage ab, muss dagegen die Landesregierung zurücktreten und vom Landtag eine neue Regierung gewählt werden. Der Landtag kann sich nach Art. 35 der Landesverfassung auch selbst auflösen. Während die gesetzgeberischen Aufgaben durch die Bundeskompetenzen und durch die Ausweitung der EU-Befugnisse seit Jahrzehnten abnehmen, nehmen die Landtagsabgeordneten verstärkt lokale und regionale Interessen gegenüber der Landesverwaltung wahr.
Gegenüber der Landesregierung besitzt das Landesparlament umfangreiche Kontroll- und Einflussmöglichkeiten. Der Landtag beschließt den Landeshaushalt und muss Staatsverträgen der Landesregierung zustimmen. Der Landtag wählt aus seiner Mitte den Ministerpräsidenten und kann diesen durch ein konstruktives Misstrauensvotum jederzeit ersetzen, so dass der Landtag erheblichen Einfluss auf die Exekutive hat. Gegenüber der Verfassungsgerichtsbarkeit ist seine Macht begrenzt. Der Landtag wählt die Verfassungsrichter. Da ihre Amtszeit jedoch zehn Jahre beträgt, kann ein neu gewählter Landtag so gut wie nie sofort die Richter neu bestimmen. Die Entsendung der Vertreter in die Bundesversammlung, neben der Vertretung im Bundesrat eine der Partizipationsmöglichkeiten der Länder im Bund, folgt der relativen Anteile der im Parlament vertretenen Parteien.
Die Landtagswahl vom 15. Mai 2022 führte zu folgendem Ergebnis:
| Partei   | (Gültige) Zweitstimmen | Anteil [%] | Sitze | Anteil [%] | Grafik zur Sitzverteilung |
| -------- | ---------------------- | ---------- | ----- | ---------- | ------------------------- |
| CDU      | 2.552.276              | 35,7       | 76    | 39,0       |                           |
| SPD      | 1.905.002              | 26,7       | 56    | 28,7       |                           |
| GRÜNE    | 1.299.821              | 18,2       | 39    | 20,0       |                           |
| FDP      | 418.460                | 5,9        | 12    | 6,2        |                           |
| AfD      | 388.768                | 5,4        | 12    | 6,2        |                           |
| Sonstige | 566.230                | 7,9        | –     | –          |                           |
| Summe    | 7.130.557              | 100,0      | 195   | 100        |                           |

### Judikative

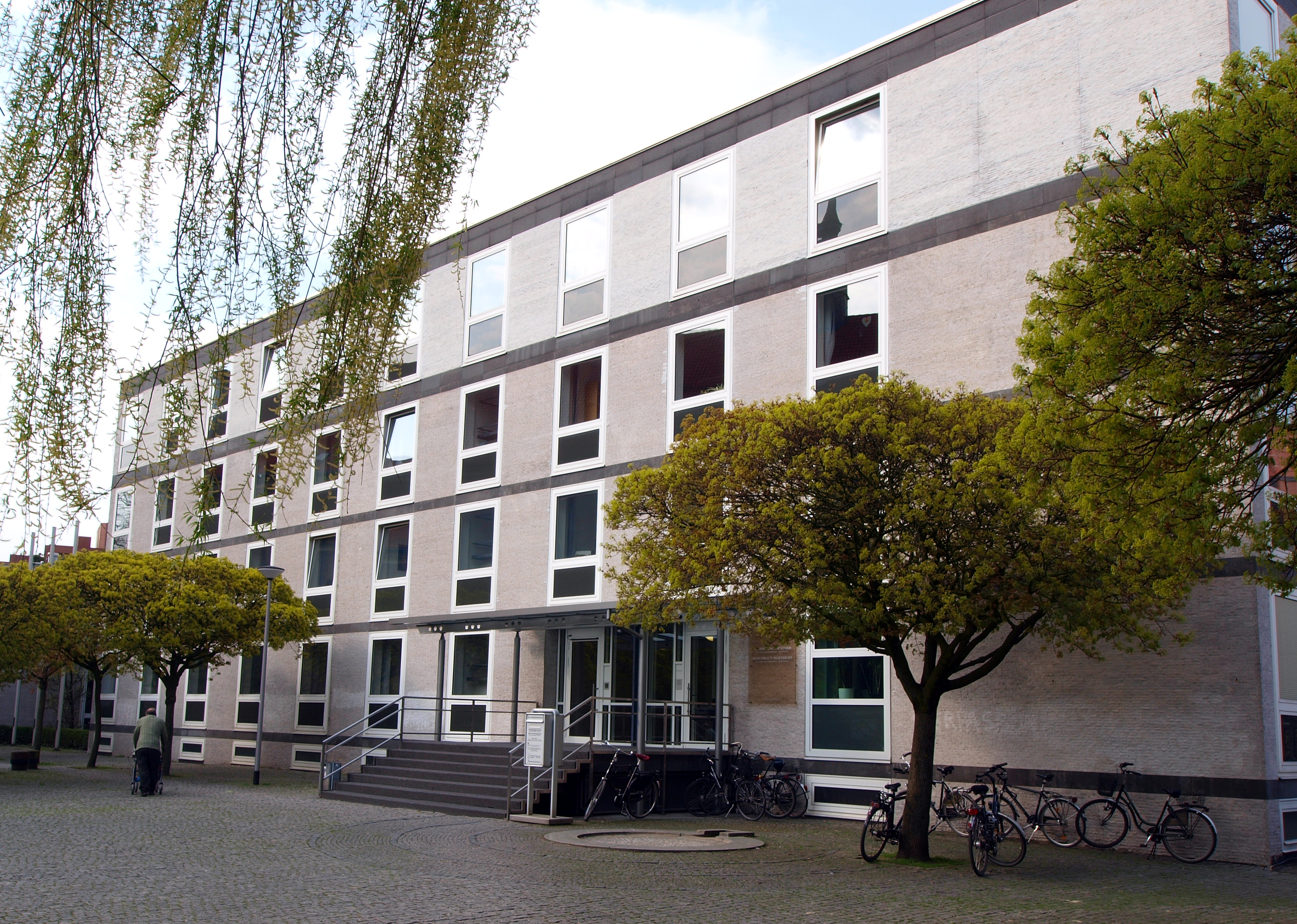
Der Verfassungsgerichtshof in Münster

Die Judikative liegt in der Hand von unabhängigen Gerichten (siehe: Liste der Gerichte des Landes Nordrhein-Westfalen). Ihre Organisation und ihre Rechte sind weitestgehend bundeseinheitlich geregelt. Die Richter sind in ihren Entscheidungen nur an die geltenden Gesetze gebunden und insofern frei. Das Ministerium der Justiz übt als Teil der Exekutive Einfluss aus, soweit die Gerichte als Behörden fungieren und sich in Trägerschaft des Landes befinden sowie darüber hinaus bei der Richterauswahl an solchen Gerichten und bei der Ausgestaltung anderer Organe der Rechtspflege.
Verfassungsrechtliche Auseinandersetzungen werden vor dem Verfassungsgerichtshof für das Land Nordrhein-Westfalen in Münster ausgetragen. Der Landtag wählt alle sieben Verfassungsrichter für eine Amtsdauer von zehn Jahren, kann also diese Wahlmitglieder in der Regel nicht zu Beginn einer Legislaturperiode neu bestimmen. Der Verfassungsgerichtshof kann von den Organen der Legislative und Exekutive angerufen werden, und in bestimmten Fällen auch von Bürgern mit Hinweis auf die Verletzung der in der Verfassung garantierten Grundrechte. Der Verfassungsgerichtshof entscheidet insbesondere über Beschwerden im Wahlprüfungsverfahren, über Ministeranklagen, über die Auslegung der Landesverfassung aus Anlass von Streitigkeiten zwischen Verfassungsorganen wie dem Landtag oder der Landesregierung über deren Rechte und Pflichten sowie auf Antrag der Landesregierung oder eines Drittels der gesetzlichen Mitgliederzahl des Landtags über die Vereinbarkeit von Landesgesetzen mit der Verfassung.

### Exekutive
Die Exekutive wird von der Landesregierung, die sich aus dem Ministerpräsidenten und den Landesministern zusammensetzt, sowie der Landesverwaltung ausgeübt. Die unteren Ebenen der mehrstufig aufgebauten Landesverwaltung werden dabei auch zum Teil durch Organe der Kommunen ausgeübt, denen das Grundgesetz der Bundesrepublik (Art. 28) und die Landesverfassung (Art. 78) das Recht zur kommunalen Selbstverwaltung zusichert.

#### Landesregierung

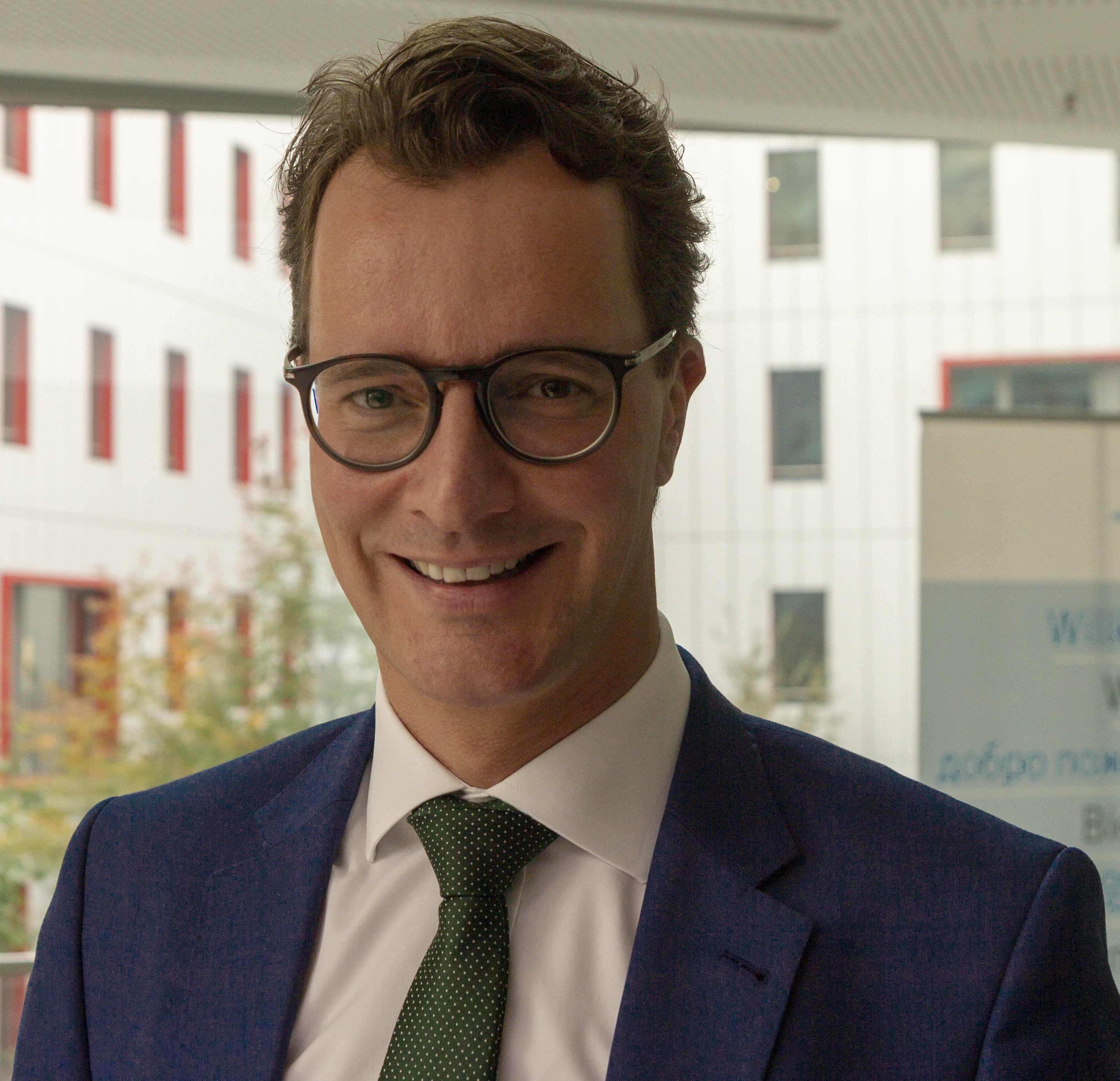
Hendrik Wüst, Ministerpräsident des Landes Nordrhein-Westfalen

Die Landesregierung ist das oberste Organ der Exekutive des Landes und vertritt das Land nach außen, insbesondere im Bund. Dazu schließt die Landesregierung Staatsverträge und entsendet Regierungsmitglieder in den Bundesrat. Die Landesregierung besteht aus dem Ministerpräsidenten (Hendrik Wüst, CDU) und den Landesministern. Der Landtag wählt eines seiner Mitglieder ohne Aussprache zum Ministerpräsidenten.
Der Ministerpräsident besitzt die Richtlinienkompetenz und ernennt und entlässt seine Landesminister nach eigenem Ermessen. In der Praxis sind diese Kompetenzen aber durch die Bildung von Regierungskoalitionen eingeschränkt und die Politik der Regierung sowie die Besetzung der Ministerien spiegeln die Kräfteverhältnisse der die Regierungskoalition tragenden Parteien im Landtag wider. Auch führen die Landesminister ihre Ressorts eigenständig. Insgesamt gilt der Ministerpräsident aber als dominierende Figur im politischen System des Landes.
Die parlamentarische Stützung der Regierung durch eine Mehrheit im Landtag führt dazu, dass die Landesregierung durch ihr Recht, Gesetzesvorlagen in den Landtag einzubringen, erheblichen Einfluss im Gesetzgebungsprozess hat. Wie zuvor beschrieben, hat das Landesparlament andererseits umfangreiche Einfluss- und Kontrollmöglichkeiten der Regierung, nicht zuletzt auch die Möglichkeit den Ministerpräsidenten und damit die Regierung insgesamt durch ein konstruktives Misstrauensvotum zu ersetzen. Die Landesregierung wiederum kann ihre in den Landtag eingebrachten, aber von diesem abgelehnten Gesetzesvorlagen dem Volk in einem Volksentscheid vorlegen. Stimmt das Volk der Vorlage zu, kann die Regierung das Parlament auflösen und Neuwahlen herbeiführen. Lehnen die Bürger die Vorlage ab, muss die Landesregierung zurücktreten und der Landtag einen neuen Ministerpräsidenten wählen. Neben diesen Möglichkeiten können der Ministerpräsident oder die Landesminister jederzeit zurücktreten. Regulär endet die Amtszeit des Ministerpräsidenten beim erstmaligen Zusammentritt eines neugewählter Landtags. Mit der Beendigung der Amtszeit des Ministerpräsidenten endet auch die Amtszeit der Landesminister.
Fast alle Bereiche und Behörden der Landesverwaltung sind direkt der Landesregierung nachgeordnet, die selbst als oberste Landesbehörde gilt.

#### Landesverwaltung

##### Organisation

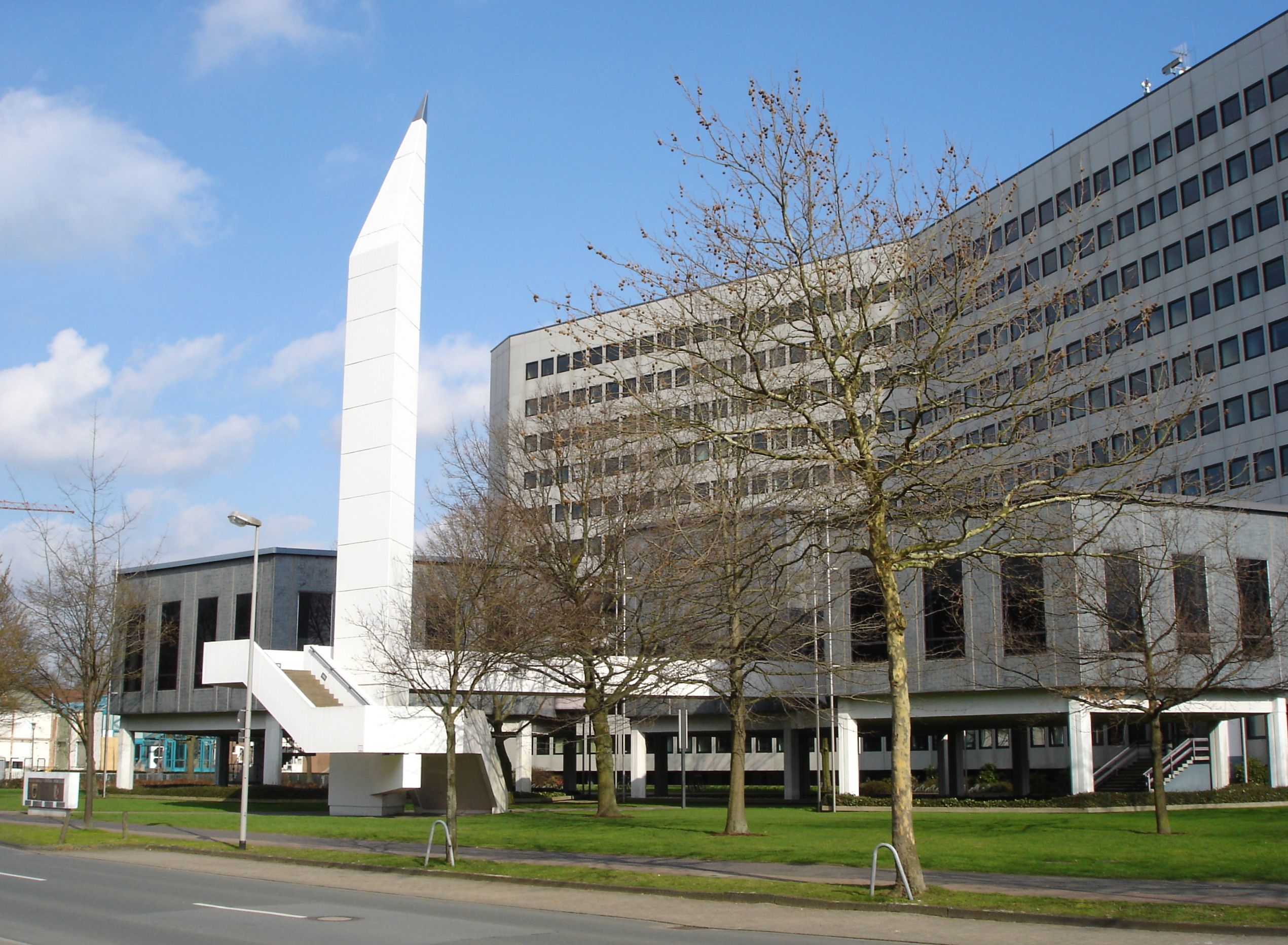
Oberfinanzdirektion Münster

Die überwiegend der exekutiven Gewalt zuzuordnende unmittelbare Landesverwaltung ist mehrstufig aufgebaut. Sie besteht aus den obersten Landesbehörden und den ihr nachgeordneten Landesbehörden: den Landesoberbehörden, den Landesmittelbehörden und den Unteren Landesbehörden.
| Ebene                  | Beispiele |
| ---------------------- | --- |
| Oberste Landesbehörden | Landesregierung (Ministerpräsident und Landesministerien), Landesrechnungshof |
| Obere Landesbehörden   | Landesweit zuständige Behörden: Landeskriminalamt, Landesamt für Zentrale Polizeiliche Dienste (LZPD), Landesamt für Natur, Umwelt und Verbraucherschutz, Landwirtschaftskammer, Rechenzentrum der Finanzverwaltung usw. |
| Landesmittelbehörde    | Überwiegend nur für Teile des Landes zuständige Behörden: Bezirksregierungen, Oberfinanzdirektionen |
| Untere Landesbehörden  | Überwiegend kommunal zuständige Behörden: Landschaftsverbände als untere staatliche Maßregelvollzugsbehörde, Finanzämter, Kreispolizeibehörden, Schulämter usw.                                                          |

Daneben gibt es Landesbetriebe als nach betriebswirtschaftlichen Grundsätzen auf dem freien Markt operierende Betriebe, die gleichzeitig Teil der unmittelbaren Landesverwaltung sind. Beispiele dafür sind das Materialprüfungsamt Nordrhein-Westfalen und der Landesbetrieb Straßenbau Nordrhein-Westfalen. Weitere Einrichtungen wie das Landesarchiv oder die Landesanstalt für Medien Nordrhein-Westfalen sind den obersten und mittleren Verwaltungsbehörden zugeordnet. Die Organe der Rechtspflege (Gerichte, Staatsanwaltschaften, Strafvollzug) verfügen entsprechend ihrer verfassungsrechtlichen Stellung über eine eigenständige, überwiegend bundeseinheitlich geregelte Organisation, die nur in verwaltungstechnischer Hinsicht völlig dem Ministerium der Justiz untergeordnet ist. Auch der Aufbau der juristischen Verwaltung ist dabei mehrstufig.

##### Oberste Landesbehörden

###### Landesministerien
Die Landesregierung hat ihre Amtsgeschäfte in Geschäftsbereiche eingeteilt. Neben der Staatskanzlei des Landes Nordrhein-Westfalen, die vor allem den Ministerpräsidenten unterstützt und die Regierungsarbeit koordiniert, hat die Landesregierung folgende Ministerien eingerichtet, an deren Spitze jeweils ein Minister steht:
| Geschäftsbereich                                                                                    | Mitglied der Landesregierung                            | Partei                | im Amt seit |
| --------------------------------------------------------------------------------------------------- | ------------------------------------------------------- | --------------------- | ----------- |
| Ministerpräsident                                                                                   | Hendrik Wüst (Ministerpräsident)                        | CDU                   | 2021        |
| Ministerium für Wirtschaft, Industrie, Klimaschutz und Energie                                      | Mona Neubaur (Stellvertreterin des Ministerpräsidenten) | Bündnis 90/Die Grünen | 2022        |
| Ministerium für Kinder, Jugend, Familie, Gleichstellung, Flucht und Integration                     | Josefine Paul                                           | Bündnis 90/Die Grünen | 2022        |
| Ministerium der Finanzen                                                                            | Marcus Optendrenk                                       | CDU                   | 2022        |
| Ministerium des Innern                                                                              | Herbert Reul                                            | CDU                   | 2017        |
| Ministerium für Arbeit, Gesundheit und Soziales                                                     | Karl-Josef Laumann                                      | CDU                   | 2017        |
| Ministerium für Schule und Bildung                                                                  | Dorothee Feller                                         | CDU                   | 2022        |
| Ministerium für Heimat, Kommunales, Bau und Digitalisierung                                         | Ina Scharrenbach                                        | CDU                   | 2022        |
| Ministerium der Justiz                                                                              | Benjamin Limbach                                        | Bündnis 90/Die Grünen | 2022        |
| Ministerium für Landwirtschaft und Verbraucherschutz                                                | Silke Gorißen                                           | CDU                   | 2022        |
| Ministerium für Umwelt, Naturschutz und Verkehr                                                     | Oliver Krischer                                         | Bündnis 90/Die Grünen | 2022        |
| Ministerium für Kultur und Wissenschaft                                                             | Ina Brandes                                             | CDU                   | 2022        |
| Minister für Bundes- und Europaangelegenheiten, Internationales sowie Medien Chef der Staatskanzlei | Nathanael Liminski                                      | CDU                   | 2022        |

###### Landesrechnungshof
Der Landesrechnungshof Nordrhein-Westfalen ist eine selbstständige oberste Landesbehörde. Seine Mitglieder werden vom Landtag gewählt. Er begutachtet die staatlichen Finanzen und ist durch seine Stellung als oberste Landesbehörde dem unmittelbaren Einfluss der Regierung entzogen. Der Kontrolle durch den Landtag Nordrhein-Westfalen ist er in der Ausübung seiner Tätigkeit ebenfalls nicht untergeordnet, sondern ist als unabhängiges Organ der Finanzkontrolle nur dem Gesetz unterworfen. Ihm nachgeordnet sind die Staatlichen Rechnungsprüfungsämter. Der Landesrechnungshof ist daher der Exekutive, der Legislative oder der Judikative nicht eindeutig zuzuordnen.

##### Landesoberbehörden
Landesoberbehörden sind Einrichtungen, die direkt den Landesministerien nachgeordnet sind und deren Zuständigkeitsbereich für das gesamte Land gilt. Beispiele sind das Landesamt für Besoldung und Versorgung, der Landesbeauftragte für den Maßregelvollzug oder das Landeskriminalamt Nordrhein-Westfalen, das dem Ministerium des Innern nachgeordnet ist.

##### Landesmittelbehörden

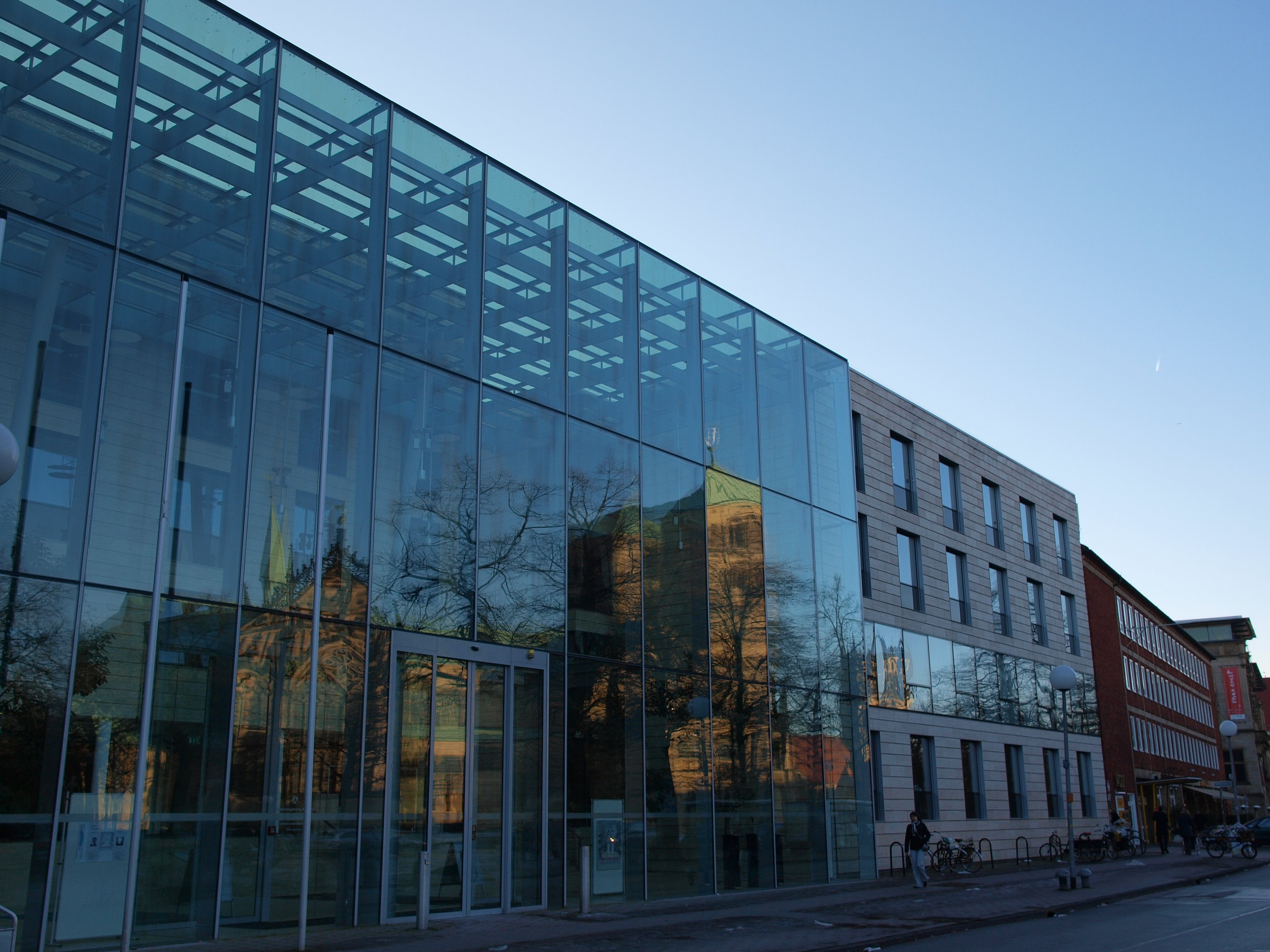
Sitz der Bezirksregierung in Münster

Bekannteste Mittelbehörden sind die Bezirksregierungen. Das Land gliedert sich in fünf Regierungsbezirke:
| Nr. | Regierungsbezirk | Einwohner (31. Dezember 2023) | Sitz der Bezirksregierung | Lagekarte                             |
| --- | ---------------- | ----------------------------- | ------------------------- | ------------------------------------- |
| 9   | Arnsberg         | 3.573.137                     | Arnsberg                  | Die fünf Regierungsbezirke des Landes |
| 7   | Detmold          | 2.072.972                     | Detmold                   | Die fünf Regierungsbezirke des Landes |
| 1   | Düsseldorf       | 5.238.909                     | Düsseldorf                | Die fünf Regierungsbezirke des Landes |
| 3   | Köln             | 4.478.118                     | Köln                      | Die fünf Regierungsbezirke des Landes |
| 5   | Münster          | 2.654.384                     | Münster                   | Die fünf Regierungsbezirke des Landes |

Die von Regierungspräsidenten geführten Regierungsbezirke übernehmen als Landesmittelbehörde zwischen der Ministerialebene und den unteren Landesbehörden sowie den Kommunen eine Bindefunktion. Wichtige Aufgaben sind die Kommunal- und Schulaufsicht sowie die Regionalplanung und -entwicklung. Diskussionen über eine Reform der Landesmittelbehörden und Auflösung einiger oder aller Regierungsbezirke unter Einbeziehung einer Reform der Landschaftsverbände verliefen bislang ergebnislos. Weitere Landesmittelbehörden sind die beiden Oberfinanzdirektionen in Münster und Köln.

##### Untere Landesbehörden
Auf Ebene der unteren Landesbehörden wirken die Organe der kommunalen Selbstverwaltung wie Landräte, Bürgermeister oder die Landschaftsverbände an der Landesverwaltung mit. Gemäß dem Gesetz über die Organisation der Landesverwaltung – Landesorganisationsgesetz können diesen kommunalen Stellen Aufgaben der unteren Landesverwaltung zugewiesen werden (vgl. Organleihe). Regelmäßig ist der Landrat beispielsweise Leiter der staatlichen Kreispolizeibehörde. Die Landschaftsverbände können aufgrund ihrer Leistungsfähigkeit auch Aufgaben wie den Maßregelvollzug übernehmen.

## Kommunale Selbstverwaltung

Kreisfreie Stadt
Große kreisangehörige Stadt
Mittlere kreisangehörige Stadt
Kreisangehörige Stadt
Gemeinde

Die kommunale Selbstverwaltung wird in Nordrhein-Westfalen von den 30 Kreisen und einer Städteregion (Aachen) sowie deren 374 kreisangehörigen (regionsangehörigen) Gemeinden und Städten, den 23 kreisfreien Städten und den bei den Bezirksregierungen angesiedelten fünf Regionalräten wahrgenommen. Maßgebliche Grundlage ist die Gemeindeordnung für das Land Nordrhein-Westfalen. Besondere Bedeutung im kulturellen und sozialen Bereich haben die beiden Landschaftsverbände in Nordrhein-Westfalen. Neben den Landschaftsverbänden gibt es weitere Kommunalverbände wie etwa den Regionalverband Ruhr oder den Landesverband Lippe, die besondere Aufgaben im Bereich der kommunalen Selbstverwaltung wahrnehmen. Das Recht zur kommunalen Selbstverwaltung wird den Kommunen durch das Grundgesetz für die Bundesrepublik Deutschland (Art. 28) und die Landesverfassung (Art. 78) gebilligt. Gleichzeitig übernehmen Organe der Kommunalen Selbstverwaltung Aufgaben im Bereich der unteren Landesverwaltung, die ihnen von der Landesregierung zugewiesen wurden.

### Kommunalvertretungen
Die Kommunen des Landes haben jeweils einen Rat (Stadt- oder Gemeinderat) sowie einen Bürgermeister, der nach Abschaffung der Doppelspitze nach Norddeutscher Ratsverfassung auch Leiter der Kommunalverwaltung ist. In den kreisfreien Städten trägt der Bürgermeister den Titel Oberbürgermeister. Die Kreise weisen einen Kreistag auf, sowie einen Landrat, der analog zu den Bürgermeistern auch Verwaltungschef der Kreisbehörden ist. Der Sonderfall Städteregion Aachen besitzt mit einem Städteregionstag und dem Städteregionsrat eine ähnliche Organisation.
Die Zusammensetzung der kommunalen Vertretungen wird alle fünf Jahre vom nordrhein-westfälischen Wähler (EU-Bürger über 16 mit Hauptwohnsitz in Nordrhein-Westfalen) neu bestimmt. Die jüngsten Kommunalwahlen fanden am 25. Mai 2014 statt. Aufgrund des Gesetzes zur Stärkung der kommunalen Demokratie endet die Wahlperiode der 2014 gewählten Vertretungen erst unmittelbar vor Beginn der Wahlperioden der 2020 gewählten Vertretungen.
Über die Landräte bzw. den Städteregionsrat in der Städteregion Aachen, die Bürger- bzw. Oberbürgermeister und die Zusammensetzung der Vertretungen in den Kreisen (Kreistag) und in der Städteregion Aachen (Städteregionstag), in den kreisangehörigen Gemeinden (Rat) und den kreisfreien Städten (Stadtrat) bestimmt der Wähler direkt, über jene der beiden Landschaftsversammlungen für das Rheinland und Westfalen, des Verbandstages für den Regionalverband Ruhr, und der fünf Regionalräte nur indirekt. Die Amtsperioden der Landräte, des Städteregionsrates und der Bürgermeister waren zwischenzeitlich auf sechs Jahre verlängert worden, was bei der Kommunalwahl 2009 zum Tragen kam. Künftig beträgt sie wieder regulär fünf Jahre. Zur Synchronisierung mit den Wahlen der Vertretungen ab 2020 bestehen Übergangsregelungen.

### Kommunale Gebietsreformen
Zwischen 1967 und 1975 führte der Landtag eine umfangreiche Verwaltungsreform durch: Die Zahl der Gemeinden sank damals von 2.365 auf 396, die der Kreise von 57 auf 31 und die der kreisfreien Städte von 38 auf 23. Die jüngste Reform betraf die Auflösung des Kreises Aachen im Jahre 2009 bei gleichzeitiger Gründung der Städteregion Aachen.
Siehe auch: Kreisreformen in Nordrhein-Westfalen bis 1990, Liste aller Gemeinden Nordrhein-Westfalens A–E, F–K, L–R und S–Z

### Gemeinden
Das Land besteht aus 396 politisch selbstständigen Städten und Gemeinden. 23 Städte sind kreisfreie Städte, 373 Kommunen sind kreis- bzw. regionsangehörig. Das Land hat 29 Großstädte, davon sind sieben Städte kreisangehörig. Die kleinste Gemeinde des Landes ist Dahlem (4418 Einwohner) im Kreis Euskirchen.

### Kreise und kreisfreie Städte
Nachfolgend eine Auflistung der Gebietskörperschaften Kreise und kreisfreie Städte (in Klammern die jeweiligen Kfz-Kennzeichen):
| Kreise 1. Borken (BOR, AH) 2. Coesfeld (COE, LH) 3. Düren (DN, MON, SLE) 4. Ennepe-Ruhr-Kreis (EN, WIT) 5. Euskirchen (EU, SLE) 6. Gütersloh (GT) 7. Heinsberg (HS, ERK, GK) 8. Herford (HF) 9. Hochsauerlandkreis (HSK) 10. Höxter (HX, WAR) 11. Kleve (KLE, GEL) 12. Lippe (LIP) 13. Märkischer Kreis (MK) 14. Mettmann (ME) 15. Minden-Lübbecke (MI) 16. Oberbergischer Kreis (GM) 17. Olpe (OE) 18. Paderborn (PB, BÜR) 19. Recklinghausen (RE, CAS, GLA) 20. Rhein-Erft-Kreis (BM) 21. Rhein-Kreis Neuss (NE, GV) 22. Rhein-Sieg-Kreis (SU) 23. Rheinisch-Bergischer Kreis (GL) 24. Siegen-Wittgenstein (SI, BLB) 25. Soest (SO, LP) 26. Steinfurt (ST, BF, TE) 27. Unna (UN, LH, LÜN) 28. Viersen (VIE, KK) 29. Warendorf (WAF, BE) 30. Wesel (WES, DIN, MO) | Kreisfreie Städte 1. Bielefeld (BI) 2. Bochum (BO, WAT) 3. Bonn (BN) 4. Bottrop (BOT) 5. Dortmund (DO) 6. Duisburg (DU) 7. Düsseldorf (D) 8. Essen (E) 9. Gelsenkirchen (GE) 10. Hagen (HA) 11. Hamm (HAM) 12. Herne (HER, WAN) 13. Köln (K) 14. Krefeld (KR) 15. Leverkusen (LEV, OP) 16. Mönchengladbach (MG) 17. Mülheim an der Ruhr (MH) 18. Münster (MS) 19. Oberhausen (OB) 20. Remscheid (RS) 21. Solingen (SG) 22. Wuppertal (W) | Städteregion 1. Städteregion Aachen (AC, MON) |

### Landschaftsverbände

Zuständigkeitsbereiche der Landschaftsverbände

Die beiden Landschaftsverbände Rheinland und Westfalen-Lippe sind höhere Kommunalverbände, zu denen sich die Kreise und Gemeinden zusammengeschlossen haben. Ihre gesetzliche Grundlage bildet die Landschaftsverbandsverordnung Nordrhein-Westfalen. Oberstes Gremium ist die Landschaftsversammlung, die durch mittelbare Wahl gebildet wird. Die Finanzausstattung erfolgt durch eine Umlage der Kreise und kreisfreien Städte. Sie übernehmen Aufgaben im kulturellen und sozialen Bereich, die über die Leistungsfähigkeit anderer Gemeindeverbände hinausgehen, und übernehmen auf der Ebene der unteren Landesverwaltung Aufgaben wie den Maßregelvollzug.

### Weitere Kommunalverbände
Die Kommunen sind an vielen weiteren Kommunalverbänden beteiligt. Wichtig für die Regionalplanung, die regionale Wirtschaftsförderung, die Pflege und Entwicklung von Grünflächen sowie weitere Aufgaben im Ruhrgebiet ist beispielsweise der Regionalverband Ruhr. Auf die Eingliederungsverhandlungen des Landes Lippe zu Nordrhein-Westfalen geht der Landesverband Lippe zurück, der neben dem Landschaftsverband Westfalen-Lippe kulturelle und soziale Aufgaben wahrnimmt und einen großen Teil des lippischen Landesvermögens für die lippischen Kommunen verwaltet.

## Parteien
Alle großen Parteien sind durch Landesverbände in Nordrhein-Westfalen vertreten. Die großen Parteien blieben noch lange nach der Bildung des Landes Nordrhein-Westfalen in getrennte Landesverbände aufgeteilt. Der SPD-Landesverband wurde beispielsweise erst 1970 gegründet, die vier Bezirke (Mittelrhein, Niederrhein, Ostwestfalen-Lippe und Westliches Westfalen) blieben jedoch bis zu ihrer Auflösung 2001 dem Landesverband überlegene Machtzentren. Die beiden Landesverbände der CDU haben sich erst am 7. März 1986 zu einem gemeinsamen CDU-Landesverband zusammengeschlossen.

## Außenbeziehungen

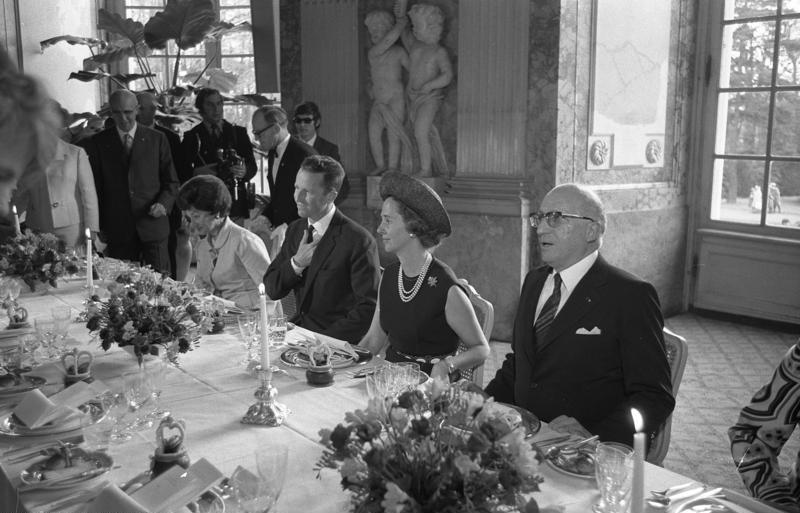
Festbankett im Schloss Benrath beim Staatsbesuch König Baudouins I. von Belgien in Nordrhein-Westfalen am 28. April 1971, rechts Ministerpräsident Heinz Kühn

Aufgrund seiner Teilsouveränität kann Nordrhein-Westfalen als beschränktes staatliches Völkerrechtssubjekt auf bestimmten, grundgesetzlich definierten Gebieten völkerrechtliche Verträge abschließen. Der Ministerpräsident als Staatsoberhaupt unterzeichnet die Verträge und bedarf dabei der Zustimmung des Landtages. Seit dem 5. November 2007 unterhält das Land partnerschaftliche Beziehungen zur Republik Ghana. Ein besonderes Beispiel für die Außenbeziehungen stellt der Vertrag zwischen dem Land Nordrhein-Westfalen und dem Heiligen Stuhl vom 26. März 1984 dar. Unter Änderung und Hinzufügung einiger Regelungen bestätigten Land und Heiliger Stuhl darin die völkerrechtliche Fortgeltung des Konkordats zwischen dem Freistaat Preußen und dem Heiligen Stuhl vom 19. Juni 1929. Durch Bestätigung der völkerrechtlichen Sukzession bekennt sich Nordrhein-Westfalen darin auch als Nachfolgestaat des Freistaats Preußen. Zahlreiche Staatsoberhäupter haben Nordrhein-Westfalen durch Staatsbesuche beehrt. Bei Staatsbesuchen im Ausland wird der Ministerpräsident als Staatsoberhaupt Nordrhein-Westfalens durch eine Ehreneskorte empfangen.
Gemeinsam mit der Bundesregierung fördert die Landesregierung Nordrhein-Westfalens im Interesse deutscher und nordrhein-westfälischer Außenbeziehungen, insbesondere zur Entwicklung der Nord-Süd-Beziehungen, den Ausbau der Bundesstadt Bonn zu einem internationalen Tagungsort. Der 2006 eröffnete exterritoriale UN-Campus, der eine Vielzahl von Organisationen der Vereinten Nationen aufnimmt, wurde 2015 um einen Erweiterungsbau zum World Conference Center Bonn ergänzt.
Auf der Grundlage der Art. 24 bis 27 des Benelux-Vertrages vom 17. Juni 2008 bestehen verstärkte Beziehungen zu den Benelux-Ländern Belgien, Luxemburg und den Niederlanden.

### Das Land im föderalen Gesamtstaat

#### Gesetzgebungskompetenzen
Gemäß den in Art. 20 GG festgelegten Strukturprinzipien ist die Bundesrepublik Deutschland ein Bundesstaat, in dem die Länder grundsätzlich an der Gesetzgebung zu beteiligen sind (siehe Ewigkeitsklausel). Art. 30 GG bestimmt, dass die Ausübung der Staatsgewalt grundsätzlich Sache der Länder ist, soweit das Grundgesetz keine abweichende Regelung trifft. Die Gesetzgebungskompetenz ist in den Art. 70 ff. GG zwischen Bund und Ländern nach dem enumerativen Prinzip aufgeteilt. Die ausschließliche Gesetzgebungskompetenz der Länder umfasst im Wesentlichen die Kultur- und Bildungspolitik, die Medien, die Landes- und Kommunalverwaltung und die Polizei.

#### Vertretung im Bundesrat
Über den Bundesrat wirkt das Land gemäß seinen föderalen Aufgaben in der Staatsorganisation Deutschlands an der Gesetzgebung im Bund und an Angelegenheiten der Europäischen Union mit. Das Land verfügt über sechs von 69 Stimmen und ist damit an seiner Einwohnerzahl gemessen (wie alle großen Länder) unterrepräsentiert. Die Mitglieder der Landesregierung sind die Vertreter des Landes im Bundesrat. Zwecks Wahrnehmung seiner föderalen Aufgaben beim Bund unterhält das Land eine Landesvertretung in Berlin.

#### Vertretung in der Bundesversammlung
Eine weitere Partizipationsmöglichkeit ist die Beteiligung an der Bundesversammlung, in der das Land durch seine Größe einen erheblichen Anteil der Mitglieder stellt. Die Zusammensetzung der vom Landtag gewählten Gruppe der Mitglieder der Bundesversammlung folgt der relativen Stärke der Parteien im Landesparlament. Insgesamt sind rund 20 Prozent der Abgeordneten der Bundesversammlung nordrhein-westfälische Vertreter, wenn man zu den durch den vom nordrhein-westfälischen Landtag gewählten Mitgliedern diejenigen Mitglieder des Deutschen Bundestages hinzuzählt, die einen nordrhein-westfälischen Wahlkreis vertreten bzw. über eine nordrhein-westfälische Landesliste in den Bundestag gewählt wurden.

#### Vertretung im Gemeinsamen Ausschuss
Zu Mitgliedern des Gemeinsamen Ausschusses, der die Aufgabe hat, den Bundesrat und den Bundestag im Notfall nach Art. 53 a des Grundgesetzes zu ersetzen, wurden nach der Regierungsbildung 2017 Ministerpräsident Armin Laschet und sein Stellvertreter Joachim Stamp bestimmt.

#### Vertretung im Deutschen Bundestag
Nordrhein-Westfalen entsendet gemäß seiner Einwohnerstärke die meisten Abgeordneten in den Deutschen Bundestag. Das Land ist in 64 Bundestagswahlkreise eingeteilt, in denen jeweils ein Direktmandat vergeben wird. Dazu treten abhängig von verschiedenen Faktoren – wie der relativen Wahlbeteiligung im Ländervergleich und der Anzahl der Überhang- und Ausgleichsmandate (vgl. Bundestagswahlrecht) – eine gleich große oder größere Anzahl von Mitgliedern (im 19. Deutschen Bundestag: 78), die über die Landeslisten der Parteien gewählt werden. Neben diesen Faktoren ist für die relative Größe der nordrhein-westfälischen Landesgruppen der im Bundestag vertretenen Parteien naturgemäß auch der relative Stimmenanteil im Land maßgeblich. Bei den drei jüngsten Wahlen zum Bundestag entfielen auf die im Bundestag vertretenen Parteien in Nordrhein-Westfalen folgende Anteile:
|                          | Bundestagswahl 2021 | Bundestagswahl 2021 | Bundestagswahl 2017 | Bundestagswahl 2017 | Bundestagswahl 2013 | Bundestagswahl 2013 | Bundestagswahl 2009 | Bundestagswahl 2009 | Grafik Erststimmenmehrheiten Bundestagswahl 2009 |
| Partei                   | Anteil Zweitstimmen | Direktmandate       | Anteil Zweitstimmen | Direktmandate       | Anteil Zweitstimmen | Direktmandate       | Anteil Zweitstimmen | Direktmandate       | Grafik Erststimmenmehrheiten Bundestagswahl 2009 |
| ------------------------ | ------------------- | ------------------- | ------------------- | ------------------- | ------------------- | ------------------- | ------------------- | ------------------- | ------------------------------------------------ |
| CDU                      | 26,0 %              | 30                  | 32,6 %              | 38                  | 39,8 %              | 37                  | 33,1 %              | 37                  |                                                  |
| SPD                      | 29,1 %              | 30                  | 26,0 %              | 26                  | 31,9 %              | 27                  | 28,5 %              | 27                  |                                                  |
| FDP                      | 11,4 %              | –                   | 13,1 %              | –                   | 5,2 %               | –                   | 14,9 %              | –                   |                                                  |
| AfD                      | 7,3 %               | –                   | 9,4 %               | –                   | 3,9 %               | –                   | –                   | –                   |                                                  |
| GRÜNE                    | 16,1 %              | 4                   | 7,6 %               | –                   | 8,0 %               | –                   | 10,1 %              | –                   |                                                  |
| DIE LINKE                | 3,7 %               | –                   | 7,5 %               | –                   | 6,1 %               | –                   | 8,4 %               | –                   |                                                  |
| Quelle: Bundeswahlleiter |                     |                     |                     |                     |                     |                     |                     |                     |                                                  |

### Das Land in der Europäischen Union
Viele Entscheidungen der europäischen Institutionen haben unmittelbaren Einfluss auf die Menschen und Organisationen in den Regionen Europas, so auch in Nordrhein-Westfalen. Die Interessen des Landes werden auf vielfältigste Weise in unterschiedlichen Organen und Gremien wahrgenommen. Dabei sind die Länder nicht direkt an der Gesetzgebung oder den Organen der Europäischen Union beteiligt. Allerdings wirken die Länder nach Art. 50 und 23 Abs. 2 des Grundgesetzes über den Bundesrat an Angelegenheiten der Europäischen Union mit. Im Urteil zum Vertrag von Lissabon hat das Bundesverfassungsgericht angemahnt, dass die Gesetzgebungsbefugnisse der Länder und das föderale Subsidiaritätsprinzip auch zukünftig angemessen in der Europäischen Union zu berücksichtigen sind. Das Wirken der Bundesregierung auf europäischer Ebene und die Umsetzung europäischer Richtlinien in nationales Recht hat daher mit Rücksicht auf den föderalen Charakter Deutschlands zu erfolgen. Um die Interessen des Landes auf europäischer Ebene zu vertreten, nimmt seit 1995 ein Mitglied der Landesregierung den Geschäftsbereich „Europaangelegenheiten“ wahr (seit dem 30. Juni 2017: Stephan Holthoff-Pförtner, CDU). In Brüssel unterhält das Land eine Landesvertretung.
In das Europäische Parlament der 8. Wahlperiode (seit 2014) wurden 19 Abgeordnete aus Nordrhein-Westfalen gewählt: Die CDU stellt acht, die SPD sechs und Bündnis 90/Die Grünen zwei Mitglieder; AfD, FDP und Die Linke sind mit je einem Mitglied vertreten. Allerdings stellte von diesen Parteien nur die CDU eine gesonderte Landesliste für Nordrhein-Westfalen auf, die anderen genannten Parteien traten mit Bundeslisten an, auf der die Kandidaten aus Nordrhein-Westfalen gemeinsam mit denen aus anderen deutschen Ländern kandidierten.
Im Europäischen Ausschuss der Regionen ist Nordrhein-Westfalen mit zwei Mitgliedern vertreten, seit dem 26. Januar 2006 von Hans-Josef Vogel (CDU, Bürgermeister von Arnsberg) als ordentlichem Mitglied und seit dem 15. Juni 2015 von Marcel Philipp (CDU, Oberbürgermeister von Aachen) als stellvertretendem Mitglied.

### Partnerregionen
Im Rahmen des Regionalen Weimarer Dreiecks unterhält Nordrhein-Westfalen Beziehungen zu den Partnerregionen:
- Woiwodschaft Schlesien, Polen[22]
- Region Hauts-de-France, Frankreich[23]

Eine Kooperation besteht mit:
- Provinz Mpumalanga, Südafrika[24]

Nach der deutschen Wiedervereinigung 1990 unterstützte Nordrhein-Westfalen das wieder hergestellte Land Brandenburg beim Aufbau von Verwaltungsstrukturen und mit Abstellung von Personal.
Grenzübergreifende Europaregionen sind sichtbare Zeichen der Zusammenarbeit des Landes Nordrhein-Westfalen auf regionaler Ebene. Zu den Europaregionen mit nordrhein-westfälischer Beteiligung zählen:
- Euregio
- Euregio Maas-Rhein
- Euregio Rhein-Maas-Nord
- Euregio Rhein-Waal

## Staatssymbole
siehe Hauptartikel: Wappen Nordrhein-Westfalens und Flagge Nordrhein-Westfalens, Verdienstorden des Landes Nordrhein-Westfalen
Offizielle Staatssymbole sind das Landeswappen, die Landesflagge und die vom Land vergebenen Orden. Das dreigeteilte Landeswappen spiegelt die räumliche Zusammensetzung des Landes wider. Für das Rheinland steht im heraldisch rechten Feld das silberne Wellenband auf grünem Grund als Symbol für den Rhein. Im heraldisch linken Feld repräsentiert das Westfalenpferd den Landesteil Westfalen. In der unten eingezogenen Spitze steht die Lippische Rose für das Lipperland.
Die Landesflagge besteht aus den Farben Grün, Weiß und Rot. Diese sind eine Kombination der Provinzialfarben der ehemaligen preußischen Provinzen Rheinprovinz (Grün-Weiß) und Westfalen (Weiß-Rot). Die Landesflagge ist Grün-Weiß-Rot quergestreift. Die Landesdienstflagge ist mit dem Landeswappen belegt.
Kein Staatssymbol, aber ein amtliches Kfz-Kennzeichen für das Land Nordrhein-Westfalen, sind die Buchstaben NRW auf Dienstfahrzeugen des Landes.

## Auszeichnungen
Das Land verleiht folgende Auszeichnungen:
- seit 1986 den Verdienstorden des Landes Nordrhein-Westfalen an Bürger aus allen Gruppen der Bevölkerung für deren außerordentliche Verdienste für die Allgemeinheit in allen Lebensbereichen,
- seit 1986 den Staatspreis des Landes Nordrhein-Westfalen an Persönlichkeiten, die dem Land Nordrhein-Westfalen durch Werdegang oder Wirken verbunden sind, für herausragende kulturelle oder wissenschaftliche Leistungen oder herausragende Leistungen in anderen Lebensbereichen,
- seit 1957 den Förderpreis des Landes Nordrhein-Westfalen für junge Künstlerinnen und Künstler mit überdurchschnittlichen Begabungen.

Zwischen 1953 und 1968 verlieh das Land
- den Großen Kunstpreis des Landes Nordrhein-Westfalen in den Gebieten der Malerei, Bildhauerei, Architektur, Musik und Literatur.[25]

Die bedeutendste in Nordrhein-Westfalen vergebene private Auszeichnung ist der Internationale Karlspreis zu Aachen, den das Direktorium der Karlspreisgesellschaft alljährlich zu Christi Himmelfahrt in einer feierlichen Zeremonie im Kaisersaal des Aachener Rathauses verleiht.

## Staatsverschuldung
Im Jahr 2016 betrug die Staatsverschuldung Nordrhein-Westfalens (im öffentlichen und nicht-öffentlichen Bereich, einschließlich Bürgschaften) 202,72 Milliarden Euro. Dies entspricht einem Wert von 11.346 Euro pro Einwohner. Zur Reduzierung seines Haushaltsdefizits unterliegt das Land seit dem 1. August 2009 der Schuldenregel nach Art. 109 Abs. 3 GG. Nach Ansicht des Instituts der deutschen Wirtschaft und des Rheinisch-Westfälischen Instituts für Wirtschaftsforschung zeigte die Finanzplanung Nordrhein-Westfalens (beim Stand 2014) allerdings nicht, dass die Schuldenregel im Jahr 2020 eingehalten werden wird, weil sie ein dauerhaft niedriges Zinsniveau sowie pauschal unterstellte, bisher nicht erwirtschaftete Minderausgaben bzw. Mehreinnahmen von jährlich 800 Millionen Euro annehme. Weitere Risiken für den Landeshaushalt gingen von der Beteiligung des Landes an der Portigon AG aus.

## Geschichte und politische Kultur
Siehe auch: Geschichte Nordrhein-Westfalens

Landtagswahlen und Landesregierungen seit 1946 (Stand 2017)

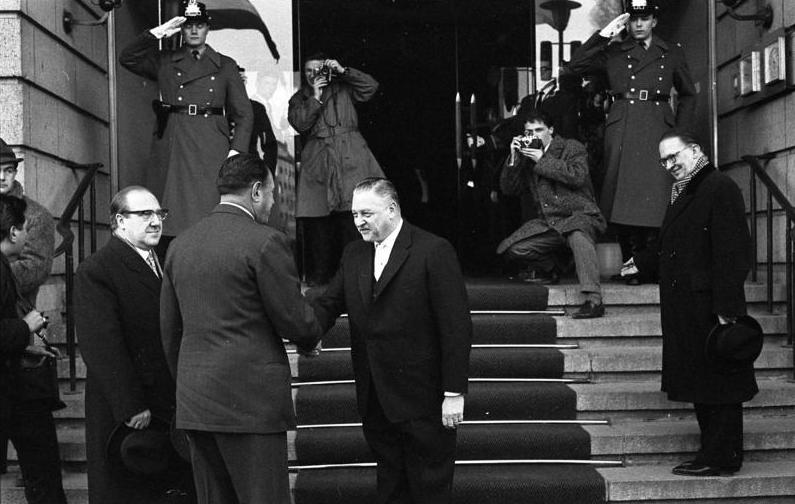
Ministerpräsident Franz Meyers (links) mit Mohammed Ayub Khan, dem Staatspräsidenten von Pakistan, bei dessen Staatsbesuch in Düsseldorf.

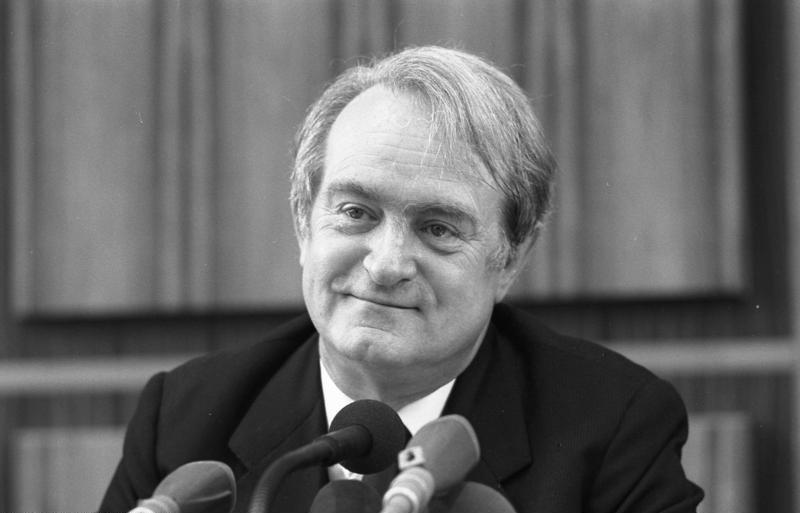
Johannes Rau (Aufnahme von 1986) war fast 20 Jahre lang Ministerpräsident und einer der fünf Bundespräsidenten aus Nordrhein-Westfalen.

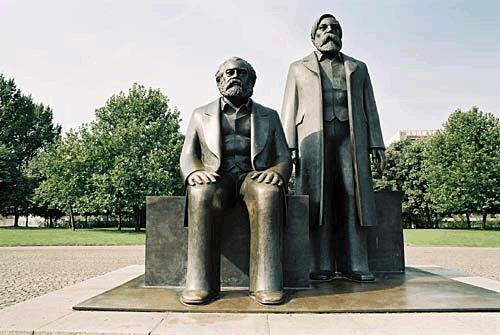
Die Rheinländer Karl Marx und Friedrich Engels – hier dargestellt in einer Figurengruppe des Bildhauers Ludwig Engelhardt auf dem Marx-Engels-Forum in Berlin – beeinflussten mit ihren sozialistischen und kommunistischen Ideen den Verlauf der Weltgeschichte.

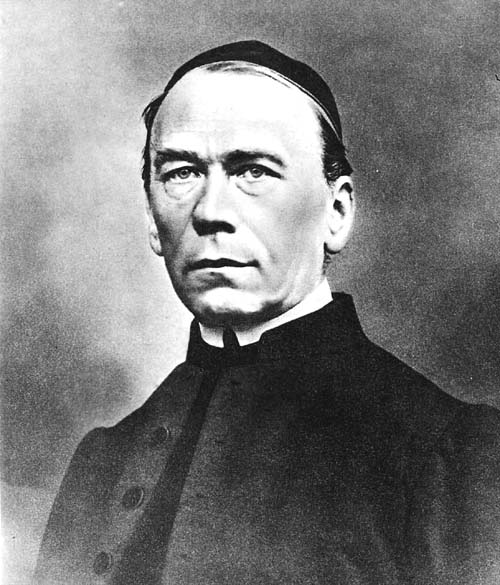
Auf der Grundlage der christlichen Soziallehre und des politischen Katholizismus entwickelten der „Arbeiterbischof“ Wilhelm Emmanuel von Ketteler und der „Gesellenvater“ Adolph Kolping (Foto) karitative und soziale Projekte, um Antworten auf die Soziale Frage zu finden. Der Linkskatholizismus und die besonders in der Rheinprovinz und in Westfalen verwurzelte Zentrumspartei griffen die sozialkatholischen Ideen Kettelers und Kolpings auf, womit sie im Kaiserreich und in der Weimarer Republik zu bedeutenden politischen Strömungen aufstiegen. Deren politisches Erbe trat nach dem Zweiten Weltkrieg in Nordrhein-Westfalen die CDU an.

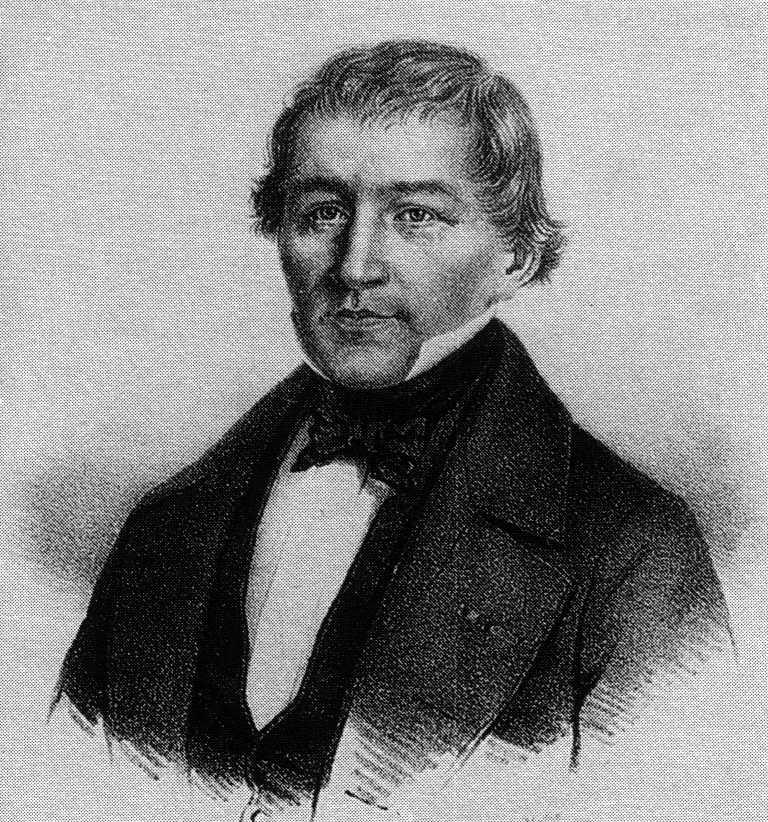
David Hansemann war ein führender Vertreter des rheinischen Liberalismus. Er war Mitglied des Vereinigten Landtags Preußens und der Frankfurter Nationalversammlung. Als Finanzminister gehörte er der preußischen Märzregierung an. Politisch trat er für die großdeutsche Lösung der Deutschen Frage ein. Als Bankier der Disconto-Gesellschaft beförderte er die industrielle Revolution in Deutschland.

Das Land Nordrhein-Westfalen wurde nach dem Zweiten Weltkrieg von der britischen Besatzungsmacht zunächst aus der preußischen Provinz Westfalen und aus dem Nordteil der preußischen Rheinprovinz geschaffen. Später wurde noch das Land Lippe angeschlossen. Das Vereinigte Königreich wollte – gegen den anfänglichen Widerstand Frankreichs – das industrielle Zentrum Westdeutschlands, das Ruhrgebiet, mit seinen westfälischen und rheinischen Teilen in einem Land zusammenfassen, um es so möglichst leistungsfähig zu erhalten. Auf der Grundlage einer Landesverfassung entwickelte sich ein parlamentarisch-demokratisches Regierungssystem, dessen politische Kultur die stark ausgeprägten Merkmale Kooperationskultur, Sozialkultur, Integrationskultur, Bürgerkultur und Organisationskultur kennzeichnen. Hervorgehoben wird die konkordanzdemokratische Tradition Nordrhein-Westfalens.
Siehe auch Politische Kultur in Westfalen bis 1933
Das Land Nordrhein-Westfalen war und ist geprägt durch die Agglomerationen an Rhein und Ruhr. Dort konzentriert sich die Bevölkerung. Aufgrund der Montanindustrie schlug das wirtschaftliche Herz des Landes lange Zeit im Ruhrgebiet. Weitere Industrieregionen wie die Gegend um Bielefeld, das Siegerland oder Teile des bergischen Landes trugen zum Ruf Nordrhein-Westfalens als Land der Industrie bei. Ein großer Teil des Landes besteht gleichwohl aus eher ländlich und agrarisch geprägten Gebieten und weist eine vergleichsweise geringe Bevölkerungsdichte auf. Dazu zählen die Eifel, das Münsterland oder das Sauerland. Vielerorts haben sich jedoch auch hier Industrie und Gewerbe beträchtlich entwickelt.
Im Ruhrgebiet ging seit den 1960er Jahren die Bedeutung von Kohle und Stahl erheblich zurück. Durch einen kontinuierlichen Strukturwandel gewannen stattdessen die Bildungs- und Dienstleistungssektoren an Bedeutung. Dagegen nahm anderswo – etwa im Sauerland – die Rolle des produzierenden Sektors zu. Diese wirtschaftlichen Veränderungen hatten erhebliche soziale und politische Auswirkungen.
Bedeutsam für die Geschichte und die politische Kultur ist außerdem die unterschiedliche konfessionelle Prägung der Regionen des Landes. Einige Teile des Landes, das ehemalige Minden-Ravensberg, Lippe, das Siegerland, das bergische Land, das märkische Sauerland und Teile des Ruhrgebiets, sind traditionell protestantisch geprägt. Weite Teile des Rheinlandes, das Münsterland, das Sauerland oder das Paderborner Land und beträchtliche Teile des späteren Ruhrgebiets sind hingegen katholisch verwurzelt. Mit der Politisierung des Katholizismus im 19. Jahrhundert gewann dieser Gegensatz für die politische Kultur an Gewicht.
Trotz starker liberaler und konservativer Traditionsstränge im Bürgertum waren für das Land jene politischen Kräfte prägend, die ihre Programmatik auf die Auseinandersetzung mit der Sozialen Frage als Folge der Industrialisierung und auf die Erfahrungen des Kulturkampfs gründeten. Mit Karl Marx, Friedrich Engels, Ferdinand Freiligrath und Ferdinand Lassalle waren wichtige Persönlichkeiten mit frühsozialistisch geprägten Ideen in der von Frankreich kulturell und politisch stark mitbeeinflussten Rheinprovinz des Königreichs Preußen aktiv. Die politische Kultur des Rheinlands und Westfalens im Kaiserreich und der Weimarer Republik kennzeichnete ein Nebeneinander katholischer und sozialdemokratischer Milieus. Von Letzterem spaltete sich während der Krisenjahre der Weimarer Republik das kommunistische Milieu ab.
Wenig überraschend ist, dass die katholischen ländlichen und kleinstädtischen Gebiete des Rheinlands und Westfalens von der Zentrumspartei dominiert wurden. Daran konnte die überkonfessionell ausgerichtete CDU nach 1945 meist nahtlos anknüpfen. So ist die größere der Unionsparteien im Münster- oder Sauerland auch nach der Jahrtausendwende die politisch führende Kraft. Ebenso wenig überrascht es, dass in einigen protestantischen Industriegebieten wie in der Gegend um Bielefeld, in dem Siegerland oder in dem märkischen Sauerland, gestützt auf ein tief verwurzeltes sozialdemokratisches Milieu, lange Zeit die Sozialdemokratie dominierte. Das (katholische) Ruhrgebiet und weite Teile des industriell geprägten Rheinlandes waren ursprünglich keineswegs eine traditionell sozialdemokratische Hochburg. Vielmehr war auch dort vor während des Kaiserreichs meist die Zentrumspartei führend. Insbesondere der Sozialkatholizismus hatte dort eine seiner stärksten Bastionen. Bereits während der Weimarer Republik gab es im „Zentrumsturm“ zwar erste Risse, gleichwohl blieb die Partei nicht selten eine führende politische Kraft. Von Ausnahmen abgesehen war daneben im Lager der Linksparteien die KPD stärker als die SPD.
Nach dem Zweiten Weltkrieg kam es zunächst – auch in den Ballungsgebieten – zu einer gewissen Restauration des Parteiensystems der Vorkriegszeit. Anfangs war die KPD von erheblicher Bedeutung, die CDU konnte das Erbe der Zentrumspartei antreten. Für die politische Kultur des Landes insgesamt war von entscheidender Bedeutung, dass sich die alten Wählerbindungen aus verschiedenen Gründen in den Industriegebieten schneller auflösten als in anderen Teilen des Landes. Die KPD verlor als Anhängsel der SED rasch an Legitimität und wurde schließlich 1956 verboten. Die CDU konnte die Arbeiterwähler im Revier auf Dauer nicht halten. Dabei spielten auch Säkularisierungstendenzen eine Rolle. Auch die Bindung der Kirche an ein politisches Lager verlor vor dem Hintergrund des Zweiten Vatikanischen Konzils an Bedeutung. So gab die katholische Kirche vor der Landtagswahl von 1966 erstmals keine Wahlempfehlung mehr zu Gunsten der CDU ab.
Ebenso wichtig waren die Folgen der beginnenden Kohlekrise. Der wirtschaftspolitische Kurs der CDU schien vor allem für die Bergleute keinen Schutz vor einer drohenden Arbeitslosigkeit zu bieten. Sowohl ehemalige KPD- wie auch CDU-Wähler gingen daher zunehmend zur SPD über. Dieser Schritt fiel insbesondere den ehemaligen Unionsanhängern auch deshalb leicht, weil die Sozialdemokratie nach dem Godesberger Programm alte ideologische Barrieren aus dem Weg geräumt hatte. Vor allem seit den 1960er Jahren wurde das Revier dann zur „Herzkammer der Sozialdemokratie“ (so Willy Brandt, langjähriger Vorsitzender der SPD).
In den späten 1990er Jahren sorgten die wirtschaftlichen Umbrüche und die sich ändernde Programmatik der SPD für einen erneuten Wandel. Der Anteil der klassischen SPD-Klientel, gewerkschaftsorganisierte Arbeiter, ging in der nordrhein-westfälischen Bevölkerung stark zurück. Ebenso konnten sich diese Wähler in der geänderten Parteiprogrammatik weniger gut wiederfinden. Die Ergebnisse bei Landtagswahlen gingen seit 1990 kontinuierlich zurück, bei den Kommunalwahlen 1999 gelang es der CDU, selbst in großen Ruhrgebietsstädten Wahlen zu gewinnen. Obwohl zu dieser Verschiebung auch eine gesellschaftspolitisch offenere Haltung der CDU gegenüber der städtischen Bevölkerung beitrug (u. a. fordert sie im Landtagswahlkampf 2005 Islamunterricht und Ganztagsschulen), war dafür die stark sinkende Wahlbeteiligung ausschlaggebend. Vor allem SPD-Stammwähler verweigerten die Wahlteilnahme.
Diese langfristige Entwicklung prägte auch die Regierungsbildung im Lande. Ab 1958 waren die kleineren Parteien (KPD und Zentrum) nicht mehr im Landtag vertreten und die Volksparteien gewannen gemeinsam bis zu 90 % der Stimmen, bei klarer Überlegenheit der CDU. Nachdem diese von 1947 bis 1950 noch eine Allparteienregierung (bis 1948 sogar zusammen mit der KPD) geführt hatte, war sie ab 1950 klar bestimmende Partei, sowohl in einer Alleinregierung als auch in einer Koalition mit dem Zentrum oder mit der FDP. Nach einem kurzen sozialliberalen Zwischenspiel von 1956 bis 1958 erfolgte die vorerst wichtigste landespolitische Zäsur bei der Landtagswahl 1966. Die SPD errang die relative Mehrheit und ging nach einigen Monaten schließlich eine Koalition mit der FDP ein. Seitdem blieb die SPD größte Regierungspartei, musste allerdings 1970 und 1975 die relative Mehrheit im Landtag wieder an die CDU abgeben. Seit 1980 war Nordrhein-Westfalen ein sicheres SPD-Stammland. 1980 bis 1995 regierte die SPD mit absoluter Mehrheit, was hauptsächlich dem damaligen Ministerpräsidenten Johannes Rau zugeschrieben wurde. Er bekleidete dieses Amt von 1978 bis 1998 und war damit der am längsten amtierende Ministerpräsident des Landes. Nachdem die SPD 1995 die absolute Mehrheit verloren hatte, bildete sie eine Koalition mit dem in der Landespolitik immer bedeutsamer werdenden Bündnis 90/Die Grünen, die 2000 trotz deutlicher Stimmenverluste beider Parteien im Amt bestätigt wurde. Erst die Landtagswahl 2005 endete mit einer klaren SPD-Niederlage. FDP und CDU bildeten eine Koalitionsregierung unter Jürgen Rüttgers.
Für die Landtagswahl 2010 wurde erstmals ein Wahlrecht eingeführt, das zwei Stimmen je Wähler vorsieht, was zu einer Stärkung kleinerer Parteien führen könnte. Die bisherige CDU/FDP-Regierung erhielt keine neue Mehrheit. SPD und Bündnis 90/Die Grünen bildeten unter Hannelore Kraft (SPD) eine Minderheitsregierung, die bei der vorgezogenen Neuwahl 2012 eine umfangreiche Mehrheit im Landesparlament erhielt. Bei der Wahl 2017 verlor das Regierungsbündnis deutlich und wurde durch eine Neuauflage der christlich-liberalen Koalition unter Armin Laschet (CDU) abgelöst.
Nach wie vor haben es die kleinen Parteien am linken und rechten Rand des politischen Spektrums schwer. So gehört Nordrhein-Westfalen zu den Ländern, in denen die NPD bei Wahlen regelmäßig unter der Marke von einem Prozent blieb.

### Überregionale Bedeutung der Landespolitik
Nordrhein-Westfalen ist das bevölkerungsreichste deutsche Land und nimmt im föderalen System der Republik eine entsprechend wichtige Stellung ein. Im Land leben etwa 22 Prozent aller bundesdeutschen Wahlberechtigten, in der Bundesrepublik vor der deutschen Wiedervereinigung 1990 waren es sogar 30 Prozent. Im Bundesrat hat Nordrhein-Westfalen sechs Stimmen und ist damit im Verhältnis zur Bevölkerungsgröße unterrepräsentiert. Bei der Bundestagswahl 2013 wurden 138 der insgesamt 631 Abgeordneten in Nordrhein-Westfalen gewählt; das sind rund 22 Prozent der Mitglieder des Bundestages. Aufgrund seiner Größe und der damit verbundenen Mitgliederstärke der regionalen Parteigliederungen nehmen Politiker aus Nordrhein-Westfalen traditionell wichtige Rollen in ihren Parteien ein.
Besonders in den frühen Jahren der Bundesrepublik versuchte die Bundespolitik auch Einfluss auf die Politik im Land zu nehmen. Bundeskanzler Konrad Adenauer verhinderte 1950 eine vom CDU-Ministerpräsidenten Karl Arnold angestrebte Große Koalition von CDU und SPD, da er eine reibungslose Zusammenarbeit zwischen Bund und Bundesland für nötig hielt. 1966 war die neu formierte SPD/FDP-Koalition Vorreiter für die 1969 etablierte sozialliberale Koalition im Bund, ab 1995 war die rot-grüne Koalition im Land Testlauf für die spätere gleiche Koalition im Bund. Die Landtagswahl 2005 endete mit einem klaren Sieg der CDU, die zusammen mit der FDP die Regierung stellte. Die SPD war damit zum ersten Mal seit 1966 nicht mehr an der Regierung beteiligt. Da dieses Wahlergebnis bewirkte, dass die zu diesem Zeitpunkt regierende rot-grüne Bundesregierung nicht mehr über die Mehrheit der Sitze im Bundesrat verfügte, kündigten der damalige SPD-Vorsitzende Franz Müntefering und der damalige Bundeskanzler Gerhard Schröder (SPD) an, den Bundestag auflösen zu wollen und für den Herbst 2005 Neuwahlen zum Bundestag anzuberaumen. Diese Neuwahlen führten zu einem Regierungswechsel im Bund.
Unter Führung Nordrhein-Westfalens brachte der Bundesrat Ende 2012 das von den Regierungen Deutschlands und der Schweiz unterzeichnete Steuerabkommen zu Fall.

## Weitere politisch bedeutende Institutionen im Land
Neben der Landeshauptstadt Düsseldorf, insbesondere seinem Regierungsviertel, und den Verwaltungssitzen der Bezirksregierungen zeichnet sich vor allem Bonn durch eine hohe Anzahl von öffentlichen Einrichtungen aus. Bonn war bis 1990 Bundeshauptstadt und bis 1999 Regierungssitz der Bundesrepublik Deutschland. In der Bundesstadt Bonn sind gemäß dem Berlin/Bonn-Gesetz bestimmte Bundesbehörden mit ihren Einrichtungen und Dienstsitzen verblieben oder wurden dort als Ausgleich angesiedelt. Die Bundesanstalt für Finanzdienstleistungsaufsicht ist dafür nur ein Beispiel. Nordrhein-Westfalen ist neben Berlin das einzige Land Deutschlands, in dem der Bundespräsident, der Bundesrat, der Bundeskanzler und die Bundesministerien Dienstsitze unterhalten. Mit der Hardthöhe haben auch die Streitkräfte Deutschlands, die Bundeswehr, ihr Hauptquartier in Bonn. Seit 1996 nennt sich Bonn „die UN-Stadt am Rhein“, weil in die „überflüssig“ gewordenen ehemaligen Bundeseinrichtungen 16 Einrichtungen der Vereinten Nationen eingezogen sind.
Siehe auch: UN-Campus • Liste der internationalen Organisationen in Bonn • UN-Einrichtungen in Bonn